# 龙形市乡
龙形市乡，是中华人民共和国湖南省郴州市永兴县下辖的一个乡镇级行政单位。

## 行政区划
龙形市乡下辖以下地区：
龙形市社区、龙形市村、田湾村、八甲村、新棚村、黄土洲村、三河洲村、刘家村、大枧村、石阳村、邓家村、周塘村、檀山村、松柏村、营坪村和高石村。